# Енабердинское сельское поселение
Енабердинское се́льское поселе́ние — муниципальное образование в Менделеевском районе Татарстана Российской Федерации.
Административный центр — деревня Енабердино.

## История
Статус и границы сельского поселения установлены Законом Республики Татарстан от 31 января 2005 года № 29-ЗРТ «Об установлении границ территорий и статусе муниципального образования „Менделеевский муниципальный район“ и муниципальных образований в его составе».

## Население
| 2010 | 2011 | 2012 | 2013 | 2014 | 2015 | 2016 |
| ---- | ---- | ---- | ---- | ---- | ---- | ---- |
| 563  | ↗564 | ↘552 | ↘548 | ↘537 | ↘513 | ↗521 |
| 2017 | 2018 |      |      |      |      |      |
| ↘520 | ↗523 |      |      |      |      |      |

## Состав сельского поселения
| № | Населённый пункт | Тип населённого пункта          | Население |
| - | ---------------- | ------------------------------- | --------- |
| 1 | Ашпайково        | деревня                         |           |
| 2 | Енабердино       | деревня, административный центр |           |
| 3 | Кураково         | село                            |           |
| 4 | Максимково       | деревня                         |           |
| 5 | Тойма            | село                            |           |